# 藤原康二
藤原 康二（ふじわら こうじ、1976年1月13日 - ）は、日本のプロボクサー。グリーンツダボクシングクラブ所属。大阪府堺市出身。堺市立深井中学校卒業。
長身の左ボクサーファイターで、切れ味鋭い左ストレートと右フックで高いKO率を誇った天才肌のスラッガー。

## 実績
- 元日本フライ級1位
- 元OPBF東洋太平洋フライ級2位
- 元WBC世界フライ級10位

## 来歴
1991年に鳳商業高等専修学校のボクシング部でボクシングを始めるが、同校を12月で中退。翌年1月にグリーンツダボクシングクラブに入門。
1993年6月21日、大阪府立体育会館にて、三階級制覇を目指す井岡弘樹（グリーンツダ）のWBA世界フライ級タイトルマッチの前座でプロデビュー戦を2RKO勝利。
1994年7月31日、デビューから5連続KO勝ちで、6戦目に後のWBA世界スーパーフライ級王者となる戸高秀樹（宮崎ワールド）と対戦し、1R終了間際に戸高の放った2発のパンチで2度倒れ、1RKOで敗れる。
その後は、元WBC世界ストロー級チャンピオンのナパ・キャットワンチャイ（タイ）を含む、国内外の選手を相手に15連勝を飾る。
1997年には、ランキング1位の指名挑戦者として、王者のスズキ・カバト（新日本大阪）と日本フライ級のチャンピオンカーニバルで対戦する予定であったが、体調不良により欠場する。その代役に当時グリーンツダ所属の同門であった徳山昌守（金沢）が急遽出場した。それを機にフライ級からスーパーフライ級に転級。
2000年4月20日、大阪府立体育会館でOPBF東洋太平洋スーパーフライ級タイトルマッチの前哨戦として、比国フライ級王者のユージン・ゴンザレス（フィリピン）と対戦。6Rに強烈な右ストレートを浴びてKO負け。
同年10月2日、比国ランカーのアルフラン・ブララ（フィリピン）を相手に再起戦を判定勝ちで飾る。
2001年4月24日、後の日本スーパーフライ級王者、田中聖二（金沢）と対戦するも、相手のアウトボクシングに苦戦を強いられて、判定1-0(78-76、77-77、76-76)の引き分け。
同年11月23日、7ヶ月ぶりに名古屋のホープ、小縣新（松田）と対戦、一度は左ストレートでぐらつかす場面もあったが、中盤から後半にかけてスタミナ切れで失速し、判定0-3(94-98、93-98、94-97)の大差で敗れる。その後、ボクシング界から姿を消す。
2006年12月1日、小縣戦から約5年ぶりにカムバック試合を敵地タイ国ノンタブリーにて、元WBC世界バンタム級チャンピオンのウィラポン・ナコンルアンプロモーション（タイ）と拳を交える。2R以降、ウィラポンの徹底したボディ攻めに遭い、3RTKOで敢え無く敗退。
結局、タイトルマッチは一度も実現することなく、この試合を最後に引退した。

## 戦績
プロボクシング：26戦21勝（16KO）4敗1分
| 戦           | 日付           | 勝敗 | 時間 | 内容 | 対戦相手                               | 国籍       | 備考                                               |
| ------------ | -------------- | ---- | ---- | ---- | -------------------------------------- | ---------- | -------------------------------------------------- |
| 1            | 1993年6月21日  | 勝利 | 2R   | KO   | 瀧正太郎 （フォーラムS）               | 日本       | プロデビュー戦                                     |
| 2            | 1993年11月8日  | 勝利 | 4R   | KO   | 大西久一 （陽光アダチ）                | 日本       |                                                    |
| 3            | 1994年1月31日  | 勝利 | 3R   | TKO  | 富内徹和（JM加古川）                   | 日本       |                                                    |
| 4            | 1994年3月21日  | 勝利 | 1R   | KO   | 五嶋敏郎 （松田）                      | 日本       |                                                    |
| 5            | 1994年4月13日  | 勝利 | 2R   | KO   | 西山知広 （岡崎）                      | 日本       |                                                    |
| 6            | 1994年7月31日  | 敗北 | 1R   | KO   | 戸高秀樹 （宮崎W）                     | 日本       |                                                    |
| 7            | 1995年1月10日  | 勝利 | 6R   | 判定 | ジョジョ・トーレス                     | フィリピン |                                                    |
| 8            | 1995年4月23日  | 勝利 | 1R   | TKO  | クリス・カルボニリャ                   | フィリピン |                                                    |
| 9            | 1995年7月3日   | 勝利 | 6R   | 判定 | ジョエル・ニセー                       | フィリピン |                                                    |
| 10           | 1995年9月4日   | 勝利 | 2R   | KO   | ジョナサン・ジェームス                 | フィリピン |                                                    |
| 11           | 1995年11月14日 | 勝利 | 1R   | KO   | ラウル・カバト                         | フィリピン |                                                    |
| 12           | 1995年12月23日 | 勝利 | 4R   | KO   | ジュン・タバロス                       | フィリピン |                                                    |
| 13           | 1996年6月3日   | 勝利 | 6R   | 判定 | リッキー・ガヤモ                       | フィリピン |                                                    |
| 14           | 1996年8月25日  | 勝利 | 3R   | KO   | ジュプリ・カニエラ                     | フィリピン |                                                    |
| 15           | 1997年1月21日  | 勝利 | 1R   | KO   | ペノイ・モンテホ                       | フィリピン |                                                    |
| 16           | 1997年6月30日  | 勝利 | 1R   | KO   | ラウル・カバト                         | フィリピン |                                                    |
| 17           | 1997年8月27日  | 勝利 | 4R   | TKO  | 平山謙一（久留米櫛間）                 | 日本       |                                                    |
| 18           | 1997年12月15日 | 勝利 | 5R   | KO   | ローランド・バクラヨ                   | フィリピン |                                                    |
| 19           | 1998年11月9日  | 勝利 | 10R  | 判定 | 延山丈二（新日本大阪）                 | 日本       |                                                    |
| 20           | 1999年5月20日  | 勝利 | 4R   | KO   | ギャット・セーンモラコット             | タイ       |                                                    |
| 21           | 1999年10月21日 | 勝利 | 6R   | TKO  | ナパ・キャットワンチャイ               | タイ       |                                                    |
| 22           | 2000年4月20日  | 敗北 | 6R   | KO   | ユージン・ゴンザレス                   | フィリピン | OPBF東洋太平洋スーパーフライ級タイトルマッチ前哨戦 |
| 23           | 2000年10月2日  | 勝利 | 10R  | 判定 | アルフラン・ブララ                     | フィリピン |                                                    |
| 24           | 2001年4月24日  | 引分 | 8R   | 判定 | 田中聖二（金沢）                       | 日本       |                                                    |
| 25           | 2001年11月23日 | 敗北 | 10R  | 判定 | 小縣新（松田）                         | 日本       |                                                    |
| 26           | 2006年12月1日  | 敗北 | 3R   | TKO  | ウィラポン・ナコンルアンプロモーション | タイ       | カムバック戦                                       |
| テンプレート |                |      |      |      |                                        |            |                                                    |